# Амиров, Азад-бек Аббас оглы
Азад-бек Аббас оглы́ Ами́ров (азерб. Azad bəy Abbas oğlu Əmirov; 1883, Шуша, Елизаветпольская губерния — 1939, Баку) — азербайджанский врач, педагог. Один из первых физиологов Азербайджана.

## Биография
В 1904 году окончил Горийскую семинарию, затем юридический и медицинский факультеты Императорского Новороссийского университета в Одессе.  
С 1926 года преподавал в Азербайджанском государственном университете. 
Был другом детства композитора Узеира Гаджибекова, с которым вместе учились в Горийской семинарии. 
В 1912 году Амиров осуществил в Шуше постановку комедии «Не та, так эта». В своих воспоминаниях Гаджибеков отмечал прекрасную игру Амирова в роли Мешади Ибада. В связи с десятилетием постановки оперы «Лейли и Меджнун» в 1918 году Амиров, обращаясь к Гаджибекову в письме, отмечал его роль в истории Азербайджана:
Настанет время, и история, только справедливая история своей осторожной рукой напишет золотыми буквами этот исключительно уникальный случай в жизни мусульман и твою, дорогой Узеир, прекрасную, божественную музыку, подаренную как богатую сокровищницу, редкую жемчужину в безрадостной жизни многострадального народа.